# Harada Sanosuke
Harada Sanosuke (原田 左之助, 1840 – 6 de juliol de 1868) va ser un guerrer japonès (samurai i rōnin), que va viure durant el final del període Edo. Va ser el 10è capità d'unitat del Shinsengumi, i va morir durant la batalla de Ueno, a la Guerra Boshin.

## Biografia
Harada neix el 1840 en el si d'una família de chūgen, o quasi samurais de rang baix, que servien al clan conservador d'Iyo-Matsuyama (a l'actual ciutat de Matsuyama). Es va entrenar en la tècnica de la llança Hōzōin-ryū.
Va passar un temps fent de servent samurai, però un dia va fugir a Edo, deixant endarrere el domini de Iyo-Matsuyama. Va ser servent de Fusanosuke Naito, un samurai estacionat a Edo. Es creu que Sanosuke tenia un bon nivell de educació, cosa que el va permetre accedir a millors llocs de feina (sabia llegir i escriure). Sanosuke no estava sempre de servei, així que quan ho deixava d'estar jugava amb els nens. Un d'aquests nens, el reconegut escriptor i samurai Naruki Naito, va parlar d'ell més endavant.
Quan Naruki tenia 10 anys, va viure un incident relacionat amb en Sanosuke. La residència del domini tenia dos grans habitatges intermedis , cadascun dividit en grups, un dels quals s'anomenava ``Ikari'' i l'altre ``Onoji''. Hi va haver una commoció a l'extensa sala, així que en Naruki va anar a mirar i va trobar un home nu, col·locat al terra, les mans lligades a l'esquena, un mordassa a la boca i aigua vessada per tot el seu cos «. En Naruki va ser expulsat de l'estança. "Quan vaig preguntar als altres nens, em van dir que definitivament ho havia fet en Sanosuke". Així que vaig anar a casa i em vaig queixar: «Ara mateix, en Sanosuke ha fet una cosa terrible. Hi ha alguna cosa que pugui fer per intentar aturar això?» Però com que només hi havia dones a la casa, no hi havia res que pogués fer.
Arran d'aquell incident un home que era un "Naiyokata" va visitar la família Naito per consultar l'incident. Es va obrir una investigació i en Sanosuke va ser castigat.
Sanosuke va protagonitzar més incidents d'aquest estil, però, després d'un incident amb la família Katano, Sanosuke fuig.

### Incident del Seppuku
Quan era jove un home el va ridiculitzar i li va dir que com que era un peó no sabia com fer-se el seppuku, així que per desmentir-lo se'l va fer. La ferida no va ser gaire profunda així que va sobreviure, però es va tornar la seva marca personal i presumia bastant d'ella, de fet, el seu escut familiar es creu que era una línia horitzontal, el kanji per a u, i envoltant per una rodona (丸に一文字) representant la seva cicatriu. La història és relatada al monogatari Shinsengumi Shimatsuki fet per Kan Shimozawa , així que no se sap si la història és verídica. Tot i que la seva dona, Masa Sugawarao Masa Harada, relata que havia vist les seves cicatrius. Quan Masa va preguntar a en Sanosuke sobre les seves cicatrius, va dir: "No és una cosa que una dona o un nen entengués", i no va donar cap detall, però sembla que va cometre el seppuku en un palanquí quan va deixar el permís nacional. Tanmateix, és difícil imaginar-se cometre seppuku en un palanquí donades les circumstàncies, i pot haver-hi hagut algun error tipogràfic en la declaració de Masa, o la memòria de Masa era incorrecta, o en Sanosuke no li havia dit la veritat a Masa.
A Edo es va entrenar al Shieikan dōjō de Kondō Isami.